# Circonscription de Jimma Kerisa
La circonscription de Jimma Kerisa est une des 177 circonscriptions législatives de l'État fédéré Oromia, elle se situe dans la Zone Jimma. Son représentant actuel est Saliya Abanega Abagere.